# Побудей, Вадим Александрович
Вадим Александрович Побудей (бел. Вадзім Аляксандравіч Пабудзей; род. 17 декабря 1994, Остров, Брестская область) — белорусский футболист, полузащитник клуба «Торпедо-БелАЗ».

## Клубная карьера
Воспитанник ДЮСШ «Огаревичи» Ганцевичского района, играл за местный футбольный клуб «Ганцевичи» в чемпионате Брестской области. В 2013 году помог своей команде стать чемпионом, забив гол в финальном матче против брестского «Брестжилстроя». В августе 2013 года перешёл в клуб Второй лиги «Барановичи». Вскоре закрепился в основе клуба, а на следующий год вместе с ним выиграл Вторую лигу. В сезоне 2015 был одним из лидеров «Барановичей» в Первой лиге.
В марте 2016 года был приглашен на просмотр в брестское «Динамо» и вскоре подписал контракт. 16 апреля 2016 года дебютировал в Высшей лиге, проведя все 90 минут в матче против «Белшины» (2:4). В первой половине сезона 2016 года играл в стартовом составе «Динамо» на разных флангах полузащиты, а затем стал преимущественно запасным.
В апреле 2017 года Побудей перешёл в «Ислочь». Он начал сезон в стартовом составе, но позже стал реже появляться на поле. По итогам сезона вернул себе место в основе и с тремя голами помог команде сохранить место в Высшей лиге. В сезоне 2018 года появлялся на поле нерегулярно. В январе 2019 года покинул «Ислочь».
Вскоре после ухода из «Ислочи» поехал на просмотры в минский «Луч» и подписал с клубом контракт. В марте 2019 года «Луч» переехал в Могилёв и объединился с местным «Днепром», а полузащитник стал игроком объединенной команды, которая получила название «Дняпро». Он играл в основном составе, но могилевчанам не удалось избежать вылета из Высшей лиги.
В январе 2020 года он перешел в казахский клуб «Жетысу» и в итоге подписал контракт. В январе 2021 года стало известно, что Побудей покинул клуб из Талдыкоргана вместе с другими белорусскими футболистами.
В январе 2021 года тренировался с «Гомелем» и вскоре подписал контракт с клубом. Закрепился в составе и стал одним из основных игроков команды.
В январе 2022 года перешёл в жодинское «Торпедо-БелАЗ». Стал обладателем Кубка Беларуси, где в финале 28 мая 2023 года одержал победу над борисовским БАТЭ.
В ноябре 2023 года он продлил контракт с клубом до конца 2024 года. В 2024 году с составе жодинского «Торпедо-БелАЗ» стал обладателем Суперкубка Беларуси.

## Карьера за сборную
В конце 2014 года, ещё будучи игроком «Барановичей», был замечен главным тренером молодежной сборной Беларуси Игорем Ковалевичем и приглашен в команду. Дебютировал в молодёжной сборной 14 ноября 2014 года, выйдя на замену в конце товарищеского матча с Литвой. В январе 2015 года в составе белорусской команды принимал участие в Кубке Содружества в Санкт-Петербурге.
8 октября 2021 года дебютировал в национальной сборной Беларуси, выйдя на замену во втором тайме отборочного матча чемпионата мира против Эстонии (0:2).

## Достижения
- Победитель Второй лиги Беларуси: 2014
- Обладатель Кубка Беларуси: 2022/23
- Обладатель Суперкубка Беларуси: 2024

## Статистика
| Сезон | Дивизион | Клуб          | Страна          | Матчи | Голы |
| ----- | -------- | ------------- | --------------- | ----- | ---- |
| 2013  | Д3       | Барановичи    | Флаг Беларуси   | 12    | 1    |
| 2014  | Д3       | Барановичи    | Флаг Беларуси   | 25    | 2    |
| 2015  | Д2       | Барановичи    | Флаг Беларуси   | 28    | 3    |
| 2016  | Д1       | Динамо        | Флаг Беларуси   | 21    | 2    |
| 2017  | Д1       | Ислочь        | Флаг Беларуси   | 19    | 3    |
| 2018  | Д1       | Ислочь        | Флаг Беларуси   | 18    | 0    |
| 2019  | Д1       | Дняпро        | Флаг Беларуси   | 28    | 4    |
| 2020  | Д1       | Жетысу        | Флаг Казахстана | 14    | 1    |
| 2021  | Д1       | Гомель        | Флаг Беларуси   | 29    | 7    |
| 2022  | Д1       | Торпедо-БелАЗ | Флаг Беларуси   | 27    | 3    |
| 2023  | Д1       | Торпедо-БелАЗ | Флаг Беларуси   | 28    | 3    |
| 2024  | Д1       | Торпедо-БелАЗ | Флаг Беларуси   | 29    | 2    |